# Canapea

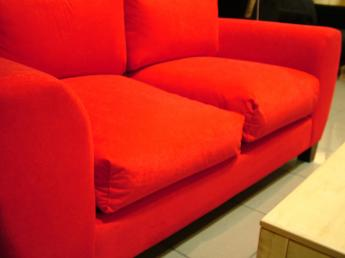
Canapea roșie cu două locuri de șezut.

O canapea, sofa sau divan este o mobilă tapițată sau acoperită cu piele pentru a permite șederea confortabilă a mai multor persoane. De obicei, are cotiere la ambele laturi, însă divanele în general nu au spătar. Canapelele se pot găsi în saloane, cabinete de lucru și foaiere.